# Laurence Olivier Award for Best Actress in a Supporting Role in a Musical
Der Laurence Olivier Award for Best Actress in a Supporting Role in a Musical (deutsch: Laurence Olivier Auszeichnung für die beste Schauspielerin in einer Nebenrolle in einem Musical) ist ein britischer Theater- und Musicalpreis, der erstmals 2015 vergeben wurde.

## Geschichte und Hintergrund
Die Laurence Olivier Awards werden seit 1976 jährlich in zahlreichen Kategorien von der Society of London Theatrevergeben. Sie gelten als höchste Auszeichnung im britischen Theater und sind vergleichbar mit den Tony Awards am amerikanischen Broadway. Ausgezeichnet werden herausragende Darsteller und Produktionen einer Theatersaison, die im Londoner West End zu sehen waren. Die Nominierten und Gewinner der Laurence Olivier Awards „werden jedes Jahr von einer Gruppe angesehener Theaterfachleute, Theaterkoryphäen und Mitgliedern des Publikums ausgewählt, die wegen ihrer Leidenschaft für das Londoner Theater“ bekannt sind. Eine der Preiskategorien ist der Laurence Olivier Award for Best Actress in a Supporting Role in a Musical, der seit 2015 vergeben wird. Zuvor war in den Jahren 1991 bis 2014 – ohne Geschlechtertrennung – die Auszeichnung Laurence Olivier Award for Best Performance in a Supporting Role in a Musical verliehen worden.

## Gewinner und Nominierte
Die Übersicht der Gewinner und Nominierten listet pro Jahr die nominierten Schauspieler sowie ihre Rollen in den Musicals. Der Gewinner eines Jahres ist grau unterlegt und fett angezeigt.

### 2015–2019
| Jahr                                                                                                   | Schauspielerin              | Musical                                                                                     | Rolle          |
| --- | --------------------------- | ------------------------------------------------------------------------------------------- | -------------- |
| 2015                                                                                                   | Lorna Want                  | Beautiful                                                                                   | Cynthia Weil   |
| 2015                                                                                                   | Samantha Bond               | Dirty Rotten Scoundrels                                                                     | Muriel Eubanks |
| 2015                                                                                                   | Haydn Gwynne                | Women on the Verge of a Nervous Breakdown                                                   | Lucia          |
| 2015                                                                                                   | Nicole Scherzinger          | Cats                                                                                        | Grizabella     |
| 2016                                                                                                   |                             |                                                                                             |                |
| Lara Pulver                                                                                            | Gypsy                       | Gypsy Rose Lee                                                                              |                |
| Preeya Kalidas                                                                                         | Bend It Like Beckham        | Pinky                                                                                       |                |
| Amy Lennox                                                                                             | Kinky Boots                 | Lauren                                                                                      |                |
| Emma Williams                                                                                          | Mrs Henderson Presents      | Maureen                                                                                     |                |
| 2017                                                                                                   |                             |                                                                                             |                |
| Rebecca Trehearn                                                                                       | Show Boat                   | Julie LaVerne                                                                               |                |
| Haydn Gwynne                                                                                           | The Threepenny Opera        | Celia Peachum                                                                               |                |
| Victoria Hamilton-Barritt                                                                              | Murder Ballad               | The Narrator                                                                                |                |
| Emma Williams                                                                                          | Half a Sixpence             | Helen Walsingham                                                                            |                |
| 2018                                                                                                   |                             |                                                                                             |                |
| Sheila Atim                                                                                            | Girl from the North Country | Marianne Lane                                                                               |                |
| Tracie Bennett                                                                                         | Follies                     | Carlotta Campion                                                                            |                |
| Rachel John                                                                                            | Hamilton                    | Angelica Schuyler                                                                           |                |
| Lesley Joseph                                                                                          | Young Frankenstein          | Frau Blücher                                                                                |                |
| 2019                                                                                                   |                             |                                                                                             |                |
| Patti LuPone                                                                                           | Company                     | Joanne                                                                                      |                |
| Aimie Atkinson Alexia McIntosh Millie O’Connell Natalie Paris Maiya Quansah-Breed Jarnéia Richard-Noel | Six                         | Katherine Howard Anne of Cleves Anne Boleyn Jane Seymour Catherine Parr Catherine of Aragon |                |
| Ruthie Ann Miles                                                                                       | The King and I              | Lady Thiang                                                                                 |                |
| Rachel Tucker                                                                                          | Come from Away              | Beverley Bass, Annette und andere                                                           |                |

### Seit 2020
| Jahr                      | Schauspielerin                           | Musical                              | Rolle          |
| 2020                      |                                          |                                      |                |
| ------------------------- | ---------------------------------------- | ------------------------------------ | -------------- |
| 2020                      | Cassidy Janson                           | & Juliet                             | Anne Hathaway  |
| 2020                      | Lucy Anderson                            | Dear Evan Hansen                     | Zoe Murphy     |
| 2020                      | Petula Clark                             | Mary Poppins                         | Bird Woman     |
| 2020                      | Lauren Ward                              | Dear Evan Hansen                     | Cynthia Murphy |
| 2021/2022                 |                                          |                                      |                |
| Liza Sadovy               | Cabaret                                  | Fraulein Schneider                   |                |
| Gabrielle Brooks          | Get Up, Stand Up! The Bob Marley Musical | Rita Marley                          |                |
| Victoria Hamilton-Barritt | Cinderella                               | Stepmother                           |                |
| Carly Mercedes Dyer       | Anything Goes                            | Irma                                 |                |
| 2023                      |                                          |                                      |                |
| Beverley Knight           | Sylvia                                   | Emmeline Pankhurst                   |                |
| Maimuna Memon             | Standing at the Sky’s Edge               | Nikki                                |                |
| Liza Sadovy               | Oklahoma                                 | Aunt Eller Murphy                    |                |
| Marisha Wallace           | Oklahoma                                 | Ado Annie Carnes                     |                |
| 2024                      |                                          |                                      |                |
| Amy Trigg                 | The Little Big Things                    | Agnes                                |                |
| Grace Hodgett-Young       | Sunset Boulevard                         | Betty Schaefer                       |                |
| Zoë Roberts               | Operation Mincemeat                      | Johnny Bevan, Ian Fleming und Andere |                |
| Eleanor Worthington Cox   | Next to Normal                           | Natalie Goodman                      |                |